# Lidija Franklin
 (décembre 2019).
Pour les articles homonymes, voir Franklin (patronyme).
Lidija Franklin (Vychni Volotchek, 19 mai 1917 - Caracas, 5 décembre 2019) est une danseuse et professeure de danse américaine d'origine lettone.